# Zimiris doriai
Zimiris doriai är en spindelart som beskrevs av Simon 1882. Zimiris doriai ingår i släktet Zimiris och familjen Prodidomidae. Inga underarter finns listade i Catalogue of Life.